# Come Back and Stay
Come Back and Stay ist ein Lied, das ursprünglich von Jack Lee für dessen Punkpop-Band The Nerves geschrieben wurde. Dieser nahm es auch 1981 für sein Soloalbum Jack Lee’s Greatest Hits Vol. 1 auf. Allerdings gelangte es erst in der Version des englischen Sängers Paul Young zu Bekanntheit, der es 1983 als Single aus seinem Album No Parlez auskoppelte.

## Version von Paul Young

### Entstehung und Veröffentlichung
Das Lied wurde im August 1983 als Single veröffentlicht. Das Stück erschien auch in einer 7:31 Minuten langen 12"-Version (Extended Club Mix), die B-Seite der 12"-Single enthielt den Song Yours (Extended Club Mix). Auch die B-Seite der 7"-Single enthielt den Song Yours. 1989 erschien der Song als 3:30 Minuten lange Columbia Hall Of Fame-7"-Single. Young bot das Stück am 17. Dezember 1983 bei Thommys Pop Show extra in der Westfalenhalle Dortmund dar. Auch beim Festival Live Aid im Londoner Wembley-Stadion am 13. Juli 1985 sang Young unter anderem Come Back and Stay.

### Musikvideo
Im Plot des Videos wird Paul Young gezeigt, der seiner Freundin, die ihn verlassen hat, hinterhertrauert. Anfangs spricht er einen Monolog, in dem er sagt, dass er sie zur Rede stellen möchte. Zwischendurch werden Szenen aus der gescheiterten Beziehung gezeigt. In der Schlussszene umarmen er und seine vormalige Freundin sich scheinbar wieder – doch die Kamera schwenkt auf einen Spiegel, in dem zu sehen ist, dass Young sich nur selbst umarmt. Young lernte während des Videodrehs seine spätere Frau Stacey kennen; als es 2006 nach einer langen Ehe zur Scheidung kam, wurde diese Szene oft zitiert. Für den amerikanischen Markt wurde noch eine zweite Videofassung gedreht.

### Kommerzieller Erfolg
Die Single erreichte die Chartspitze in Deutschland und der Schweiz. In der Schweiz verweilte Come Back and Stay für fünf Wochen auf der Spitzenposition. Im Vereinigten Königreich erreichte Come Back and Stay Platz vier, in Österreich Platz drei und in den Vereinigten Staaten Platz 22. Auch in Belgien und Neuseeland war das Lied ein Nummer-eins-Hit. Den Auszeichnungen zufolge verkaufte sich die Single in Deutschland und Großbritannien mindestens 250.000 Mal, in Frankreich 500.000 Mal.
| ChartsChartplatzierungen       | Höchstplatzierung | Wochen |
| ------------------------------ | ----------------- | ------ |
| Deutschland (GfK)              | 1 (22 Wo.)        | 22     |
| Österreich (Ö3)                | 3 (14 Wo.)        | 14     |
| Schweiz (IFPI)                 | 1 (16 Wo.)        | 16     |
| Vereinigtes Königreich (OCC)   | 4 (9 Wo.)         | 9      |
| Vereinigte Staaten (Billboard) | 22 (15 Wo.)       | 15     |

| Land/Region                  | Auszeichnungen für Musikverkäufe (Land/Region, Auszeichnung, Verkäufe) | Verkäufe  |
| ---------------------------- | ---------------------------------------------------------------------- | --------- |
| Deutschland (BVMI)           | Gold                                                                   | 250.000   |
| Frankreich (SNEP)            | Gold                                                                   | 500.000   |
| Vereinigtes Königreich (BPI) | Silber                                                                 | 250.000   |
| Insgesamt                    | 1× Silber · 2× Gold ·                                                  | 1.000.000 |

## Weitere Coverversionen
James Morrison veröffentlichte 2007 eine Version des Songs auf der Kompilation Radio 1 Established 1967. Auch Chicane nahm 2010 eine überarbeitete Version im Dance-Stil mit dem Titel Come Back auf, die auch auf dem Album Giants erschien. Diese enthält den Originalgesang von Paul Young.